# ダブルベッド (映画)
『ダブルベッド』は、1983年公開の日本映画。にっかつ製作・配給。
原作は中山千夏の同名小説。にっかつロマンポルノのエロス大作の1本として製作された。

## スタッフ
- 原作 - 中山千夏[1]
- 脚本 - 荒井晴彦[1]
- 監督 - 藤田敏八[1]
- 助監督 - 加藤文彦[1]
- 撮影 - 安藤庄平[1]
- 音楽 - 宇崎竜童[1]
- 美術 - 佐谷晃能[1]
- 録音 - 福島信雅[1]
- 照明 - 島田忠昭[1]
- 編集 - 井上治[1]
- プロデューサー - 岡田裕[1]
- 企画 - 成田尚哉、山田耕大[1]
- 企画協力 - 近藤治夫[1]
- スチール - 井本俊康[1]

## キャスト
- 加藤雅子：大谷直子[1]
- 三浦理子：石田えり[1]
- 三浦由子：高橋ひとみ[1]
- 正子：中村れい子[1]
- おばさん：緋多景子[1]
- 上野の妻：赤座美代子[1]
- 図書館の男：趙方豪[1]
- 倉崎青児、高橋明、広瀬昌助
- 男イ：野上祐二[1]
- 男ロ：中川明[1]
- 河村真理子、飯島大介、実吉角盛、都家歌六、村瀬礼子、岡崎夏子
- 太郎：石岡啓一郎[1]
- 千代川まゆみ、高田純
- 協力：早稲田シネマ研究会（国松達也、藤永一彦、堀内久也、酒井長生、藤原久美）
- テレビドラマの中年男：藤木悠[1]
- テレビドラマの中年男：北詰友樹[1]
- 真木洋子
- 飲み屋の女：吉行和子[1]
- 飲み屋の男：鈴木清順[1]
- 山崎徹：柄本明[1]
- 加藤敏之：岸部一徳[1]